# Huda Salih Mahdi Ammasz
Huda Salih Mahdi Ammasz (arab. هدى صالح مهدي عماش) (ur. 1953) – iracka mikrobiolog, nauczycielka akademicka i aktywistka partii Baas.

## Życiorys
Huda Ammasz urodziła się w 1953 roku. Jest córką irackiego wojskowego i polityka Saliha Mahdiego Ammasza. 
Studiowała mikrobiologię na uniwersytecie w Bagdadzie, gdzie uzyskała stopień Bachelor of Science w 1975 roku. Stopień Master of Science zdobyła na Texas Woman's University w Denton, a stopień doktora w 1983 roku na University of Missouri. W latach 1983–1995 była wykładowcą akademickim na Uniwersytecie Bagdadzkim, następnie dziekanem Kolegium Edukacji Kobiet i dziekanem Kolegium Nauk Ścisłych. Przewodniczyła Irackiemu Towarzystwu Mikrobiologicznemu, pracowała naukowo i publikowała artykuły z zakresu mikrobiologii i inżynierii genetycznej.  
Należała do partii Baas i w maju 2001 roku, jako pierwsza (i jedyna) kobieta, została wybrana do Rady Dowództwa Rewolucji oraz do Przywództwa Regionalnego partii. 
Administracja Stanów Zjednoczonych oskarżała Ammasz o pracę nad iracką bronią chemiczną i biologiczną. Amerykanie nazwali ją Mrs. Anthrax lub Chemical Sally. Jej podobizna znalazła się na piątce kier z tzw. „amerykańskiej talii kart” opracowanej przez armię amerykańską, by ułatwić żołnierzom identyfikację najbardziej poszukiwanych członków rządu i najbliższych współpracowników Saddama Husajna. 
W maju 2003 roku została aresztowana przez wojsko amerykańskie. Wobec braku dowodów prowadzenia przez Irak programu produkcji broni chemicznej i biologicznej, międzynarodowa społeczność naukowa apelowała o jej uwolnienie. Ammasz została zwolniona z aresztu w grudniu 2005 roku.